# 粉末

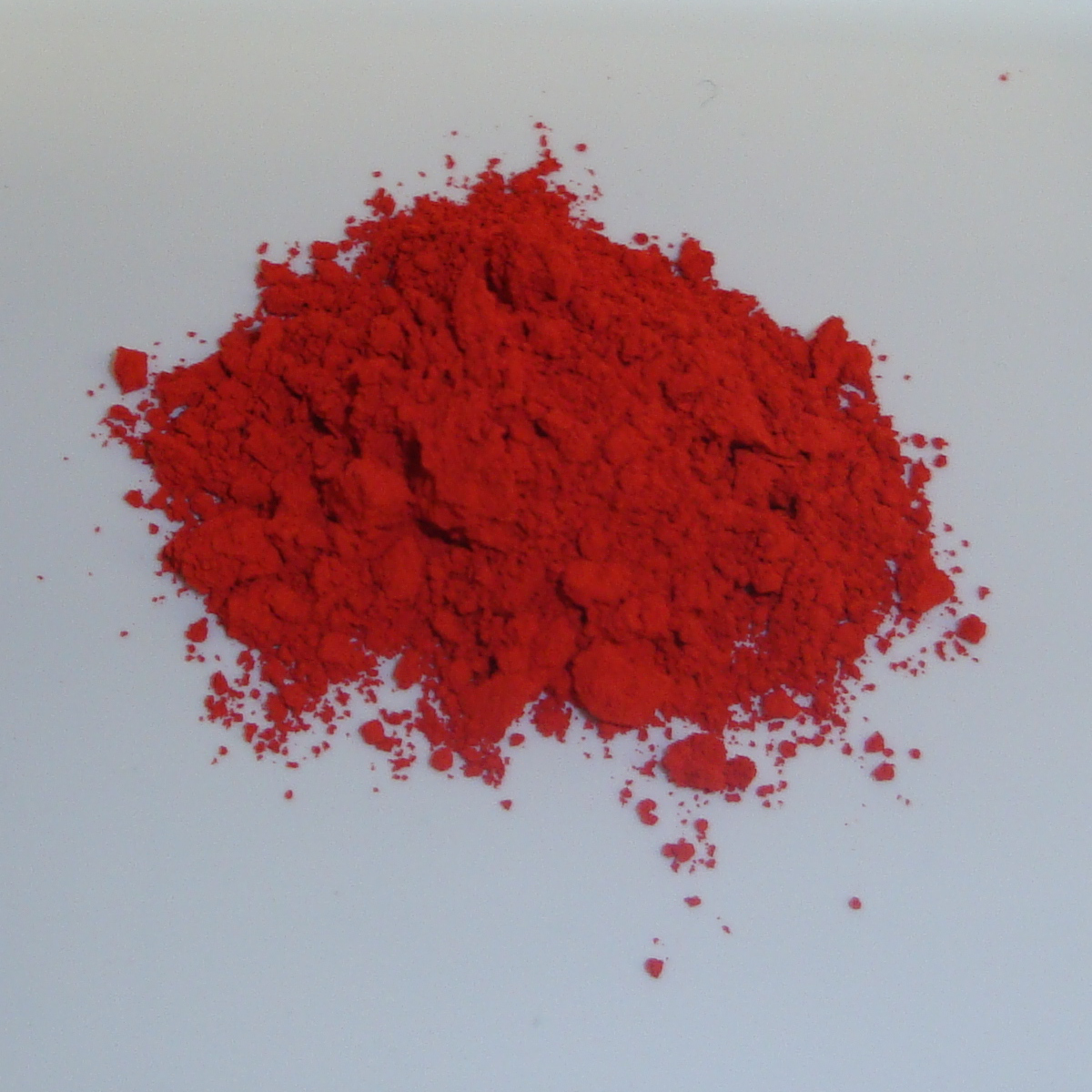
红色粉末

粉末是一种非常细小的颗粒，可以在摇晃或倾斜时自由流动。大小在于颗粒之下，颗粒通常不会结成团，但粉末比较容易结成团。
粉末密度可大可小，压实了就密集一点，相反就鬆散一点。会结成一团，皆因粉末与粉末之间，有范德华力拉扯着。颗粒与颗粒之间亦有范德华力，不过本身范德华力太弱，而且颗粒本身的重量与惯性都远大于粉末，所以不容易结成一团。
如果粉末飘散于空中，整体表面積大过平时固体，容易发生化學反應。如果本身为易燃的粉末，一着火就会爆炸。比如钛粉，就会引发大爆炸。

## 粉末例子

### 食品粉末
- 麵粉類: 小麥粉、玉米粉、米粉等，用於烘焙和烹飪。
- 調味粉: 辣椒粉、咖哩粉、蒜粉、洋蔥粉等，用於調味。
- 飲品粉: 可可粉、奶粉、抹茶粉、咖啡粉等，用於製作飲料。
- 蛋白粉: 乳清蛋白、大豆蛋白等，用於健身和營養補充。

### 化工粉末
- 顏料粉: 用於塗料、油墨和染料，如鈦白粉、氧化鐵粉。
- 金屬粉: 鋁粉、鐵粉、銅粉，用於金屬加工和3D打印。
- 石墨粉: 用於潤滑和導電。
- 塑料粉: 聚乙烯粉、聚丙烯粉，用於塑料製造。

### 藥用粉末
- 藥物原料粉: 用於藥物製劑，如阿司匹林粉、抗生素粉。
- 中藥粉: 如人參粉、靈芝粉、黃芪粉，用於保健和治療。
- 醫療輔料粉: 滑石粉、乳糖粉，用於藥片製作和護膚。

### 工業粉末
- 建築材料粉: 水泥粉、石膏粉、石灰粉，用於建築工程。
- 耐火材料粉: 矽粉、氧化鋁粉，用於高溫環境。
- 陶瓷粉: 用於陶瓷製品製造。

### 科學與技術粉末
- 超細粉末: 石墨烯粉、碳納米管粉，用於新材料研究。
- 磁性粉末: 鐵氧體粉，用於磁性材料。
- 導電粉末: 金屬氧化物粉，用於電子元件製造。

### 美容與個人護理粉末
- 化妝粉: 蜜粉、腮紅粉、眼影粉，用於美容化妝。
- 磨砂粉: 杏仁粉、磨砂顆粒，用於皮膚去角質。
- 藥用護膚粉: 爽身粉、抗菌粉，用於皮膚保養。